# Basilique Sainte-Sophie de Sofia
La basilique Sainte-Sophie (en bulgare : Базилика Света София) est la plus ancienne église orthodoxe de Sofia, en Bulgarie.

## Historique
« Sveta Sofia » est l'église qui a donné son nom à la capitale bulgare, au cours du XVe siècle. C'est la plus grande basilique byzantine construite en dehors de Constantinople au VIe siècle, du temps de Justinien le Grand.
La simplicité des briques rouges date des Ve et VIe siècles. Sous la période ottoman, elle fut transformée en mosquée mais après que le tremblement de terre de 1818 eut fait tomber le minaret et qu’un deuxième, quarante ans plus tard, eut tué les deux fils de l’imam, elle fut abandonnée et convertie en église après la libération.
Après de gros travaux de rénovation, elle a rouvert au public au début des années 2000.
Elle joue un rôle important dans la vie quotidienne des Sofiotes.